# Carlos Alberto Moreno
Carlos Alberto Moreno (González Catán, Buenos Aires, Argentina, 17 de enero de 1973) es un exfutbolista argentino. Jugó como volante en Laferrere.
Carlos comenzó su carrera en 1992 pasando desde la Cuarta categoría del fútbol argentino a la Tercera categoría del fútbol argentino hasta llegar a primera llegando a Asociación Atlética Argentinos Juniors, convirtiéndose en un jugador emblemático pasando por un sinfín de clubes del futbol argentino y haciendo historia en Club Atlético Chacarita Juniors metiéndole goles tanto a Club Atlético Boca Juniors como a Club Atlético River Plate, decidió terminar su carrera en 2017 en el Club Social y Cultural Deportivo Laferrere.

## Clubes
| Club                   | País      | Año         |
| ---------------------- | --------- | ----------- |
| Cañuelas               | Argentina | 1992 - 1998 |
| Argentinos Juniors     | Argentina | 1998 - 1999 |
| San Lorenzo            | Argentina | 1999 - 2000 |
| Chacarita Juniors      | Argentina | 2000 - 2002 |
| Lanús                  | Argentina | 2002 - 2003 |
| Chacarita Juniors      | Argentina | 2003 - 2004 |
| Gimnàstic de Tarragona | España    | 2004        |
| Deportivo Quito        | Ecuador   | 2005        |
| Atlético de Rafaela    | Argentina | 2006        |
| Huracán                | Argentina | 2006        |
| El Linqueño            | Argentina | 2007 - 2010 |
| Deportivo Laferrere    | Argentina | 2010 - 2016 |
| Tristán Suárez         | Argentina | 2016 - 2017 |
| Deportivo Laferrere    | Argentina | 2017        |